# 平内町立小湊中学校
平内町立小湊中学校（ひらないちょうりつこみなとちゅうがっこう）は、青森県東津軽郡平内町大字小湊にあった公立中学校。

## 概要
- 本校は、概ね小湊町域を学区とする。

## 沿革
- 1947年（昭和22年）
  - 4月1日 - 学校教育法（旧法）施行により、小湊町立小湊中学校創立。当時は、小湊小学校校舎に併設。
  - 4月21日 - 開校式挙行。
- 1948年（昭和23年）
  - 3月31日 - 旧軍用倉庫払い下げ資材で、独立校舎新築落成。
  - 4月5日 - 小学校から、新校舎へ移転。
- 1951年（昭和26年）
  - 2月15日 - 校旗樹立。
  - 2月26日 - 校歌制定。
  - 3月20日 - 旧大湊警備府修理所の払い下げ資材により、講堂など新築落成。
- 1954年（昭和29年）3月9日 - 校歌・校旗制定披露式。
- 1955年（昭和30年）3月31日 - 町村合併により、平内町立小湊中学校と改称。
- 1961年（昭和36年）7月 - 3教室増築。
- 1963年（昭和38年）4月1日 - 学区編成改正により、藤沢小学校学区の生徒を編入。同日、女子制服制定。
- 1978年（昭和53年）12月1日 - 鉄筋コンクリート造の教室棟-1と技術棟及び鉄骨造の渡り廊下2を建設。
- 1979年（昭和54年）10月1日 - 鉄筋コンクリート造の教室棟-2と管理教室棟を建設。
- 1980年（昭和55年）
  - 4月1日 - 東田沢中学校を統合し、統合小湊中学校開校[1]。
  - 8月1日 - 鉄骨造の体育館と鉄筋コンクリート造の渡廊下1を建設。
- 1985年（昭和60年）10月1日 - 木造の物置小屋建設。
- 2017年（平成25年）9月 - 平内町議会は、本校を含む町内全中学校を統合する事を検討している事を明らかにした。なお、統合中学校校舎は、本校校舎ではなく、2021年（令和3年）3月末に閉校した青森東高校平内校舎を使用する[2][3]。
- 2023年（令和5年）
  - 3月11日 - 最後の卒業証書授与式挙行。最後の卒業生は46名だった[4]。
  - 3月31日 - 町内3中学校が統合した平内中学校開校により閉校。

## 生徒数
- 2022年（令和4年）5月1日時点（閉校時点）[5]

| 学年 | 1年 | 2年 | 3年 | 特別支援 | 合計 |
| ---- | --- | --- | --- | -------- | ---- |
| 学級 | 1   | 2   | 2   | 3        | 8    |
| 生徒 | 43  | 46  | 46  | (6) 内数 | 135  |

## 周辺
- 平内町立小湊小学校 - 進学前小学校でもある。小学校は2023年（令和5年）度以降も存続する。
- 国道4号